# Luigi di Lussemburgo (principe)
Luigi di Lussemburgo (nome completo in francese Louis Xavier Marie Guillaume; Lussemburgo, 3 agosto 1986) è un principe lussemburghese, terzo figlio del granduca Enrico e di María Teresa Mestre.

## Biografia
Terzo figlio del granduca Enrico di Lussemburgo e di María Teresa Mestre, è nato il 3 agosto 1986 presso la Maternité Grande-Duchesse Charlotte nella capitale Lussemburgo. Ha tre fratelli, Guglielmo di Lussemburgo (1981), Félix di Lussemburgo (1984), Sébastien di Lussemburgo (1992), e una sorella, Alexandra di Lussemburgo (1991).

### Educazione e carriera
Dopo aver frequentato la scuola primaria a Lorentzweiler, il principe si è trasferito all'American School of Luxembourg. Si è diplomato nel 2005 presso il collegio privato Collège Beau Soleil, in Svizzera. Ha sviluppato interesse per i lavori umanitari e sociali; per questo ha preso parte a missioni organizzate da organizzazioni non governative a Mumbai, in India, dove insegnava inglese ai bambini poveri e senzatetto. Dopo il suo ritorno in Europa ha seguito un anno di formazione presso la Croce Rossa a Ginevra.
Dopo due anni trascorsi negli Stati Uniti, ha ottenuto la licenza di pilota privato e ha frequentato corsi in aeronautica. Nel maggio 2014 il principe si è laureato in Scienze della comunicazione alla American International University a Londra.
Attualmente il principe lavora del campo della responsabilità sociale d'impresa.
Il principe parla lussemburghese, francese, inglese e tedesco. Ha anche studiato spagnolo.

### Matrimonio
Il principe ha sposato il 29 settembre 2006 Tessy Antony nella Chiesa di Gilsdorf. La coppia ha avuto due figli: Gabriel Michael Louis Ronny di Nassau (nato il 12 marzo 2006) e Noah Etienne Guillaume Gabriel Matthias Xavier di Nassau (nato il 21 settembre 2007).
Per via del suo matrimonio morganatico ha dovuto rinunciare ai suoi diritti di successione al trono e a quelli dei suoi figli. Louis ha potuto tenere il titolo di "Principe del Lussemburgo" e il trattamento di "Altezza Reale"; inizialmente, alla moglie fu invece dato solamente il cognome di Nassau, senza titoli. Il 23 giugno 2009, a Tessy è stato dato il titolo di "Principessa di Lussemburgo" e il trattamento di "Altezza Reale". Anche i loro figli hanno ricevuto i titoli di "Principi di Nassau" con il trattamento di "Altezza Reale".
Il 18 gennaio 2017 la coppia ha annunciato il proprio divorzio. Confermato il 4 aprile 2019.
Il 6 aprile la Corte Granducale ha annunciato il fidanzamento del Principe Louis con Scarlett-Lauren Sirgue, avvocatessa, figlia degli avvocati Pierre Sirgue e Scarlett Berrebi. Il fidanzamento è stato annullato il 22 febbraio 2022, poiché la coppia ha posto fine alla loro relazione.

## Ascendenza
|                                |                                     |                                       | Genitori                               |  |  | Nonni |  |  | Bisnonni                |  |  | Trisnonni          |  |
|                                |                                     |                                       |                                        |  |  |       |  |  | Felice di Borbone-Parma |  |  | Roberto I di Parma |  |
|                                |                                     |                                       |                                        |  |  |       |  |  | Felice di Borbone-Parma |  |  | Roberto I di Parma |  |
|                                |                                     | Maria Antonia di Braganza             |                                        |  |  |       |  |  | Felice di Borbone-Parma |  |  |                    |  |
| Giovanni di Lussemburgo        |                                     |                                       |                                        |  |  |       |  |  | Felice di Borbone-Parma |  |  |                    |  |
|                                |                                     | Carlotta di Lussemburgo               | Guglielmo IV di Lussemburgo            |  |  |       |  |  |                         |  |  |                    |  |
|                                |                                     | Carlotta di Lussemburgo               | Guglielmo IV di Lussemburgo            |  |  |       |  |  |                         |  |  |                    |  |
|                                |                                     | Carlotta di Lussemburgo               | Maria Anna di Braganza                 |  |  |       |  |  |                         |  |  |                    |  |
| Enrico di Lussemburgo          |                                     | Carlotta di Lussemburgo               |                                        |  |  |       |  |  |                         |  |  |                    |  |
|                                |                                     | Leopoldo III dei Belgi                | Alberto I del Belgio                   |  |  |       |  |  |                         |  |  |                    |  |
|                                |                                     | Leopoldo III dei Belgi                | Alberto I del Belgio                   |  |  |       |  |  |                         |  |  |                    |  |
|                                |                                     | Leopoldo III dei Belgi                | Elisabetta di Baviera                  |  |  |       |  |  |                         |  |  |                    |  |
| Giuseppina Carlotta del Belgio |                                     | Leopoldo III dei Belgi                |                                        |  |  |       |  |  |                         |  |  |                    |  |
|                                |                                     | Astrid di Svezia                      | Carlo di Svezia                        |  |  |       |  |  |                         |  |  |                    |  |
|                                |                                     | Astrid di Svezia                      | Carlo di Svezia                        |  |  |       |  |  |                         |  |  |                    |  |
|                                |                                     | Astrid di Svezia                      | Ingeborg di Danimarca                  |  |  |       |  |  |                         |  |  |                    |  |
| Luigi di Lussemburgo           |                                     | Astrid di Svezia                      |                                        |  |  |       |  |  |                         |  |  |                    |  |
|                                | José Antonio Mestre y Ramos-Almeyda | Francisco Mestre y Fernández-Criado   |                                        |  |  |       |  |  |                         |  |  |                    |  |
|                                | José Antonio Mestre y Ramos-Almeyda | Francisco Mestre y Fernández-Criado   |                                        |  |  |       |  |  |                         |  |  |                    |  |
|                                | José Antonio Mestre y Ramos-Almeyda | Matilde Ramos-Almeyda y Gómez         |                                        |  |  |       |  |  |                         |  |  |                    |  |
| José Antonio Mestre y Álvarez  | José Antonio Mestre y Ramos-Almeyda |                                       |                                        |  |  |       |  |  |                         |  |  |                    |  |
|                                |                                     | María Narcisa Álvarez y Tabío         | Lucas Álvarez y Cerice                 |  |  |       |  |  |                         |  |  |                    |  |
|                                |                                     | María Narcisa Álvarez y Tabío         | Lucas Álvarez y Cerice                 |  |  |       |  |  |                         |  |  |                    |  |
|                                |                                     | María Narcisa Álvarez y Tabío         | Narcisa Tabío y de la Lanza            |  |  |       |  |  |                         |  |  |                    |  |
| María Teresa Mestre y Batista  |                                     | María Narcisa Álvarez y Tabío         |                                        |  |  |       |  |  |                         |  |  |                    |  |
|                                |                                     | Agustín Batista y González de Mendoza | Melchor Batista y de Varona            |  |  |       |  |  |                         |  |  |                    |  |
|                                |                                     | Agustín Batista y González de Mendoza | Melchor Batista y de Varona            |  |  |       |  |  |                         |  |  |                    |  |
|                                |                                     | Agustín Batista y González de Mendoza | Julia González de Mendoza y de Pedroso |  |  |       |  |  |                         |  |  |                    |  |
| María Teresa Batista y Falla   |                                     | Agustín Batista y González de Mendoza |                                        |  |  |       |  |  |                         |  |  |                    |  |
|                                |                                     | María Teresa Falla y Bonet            | Laureano Falla y Gutiérrez             |  |  |       |  |  |                         |  |  |                    |  |
|                                |                                     | María Teresa Falla y Bonet            | Laureano Falla y Gutiérrez             |  |  |       |  |  |                         |  |  |                    |  |
|                                |                                     | María Teresa Falla y Bonet            | María Dolores Bonet y Mora             |  |  |       |  |  |                         |  |  |                    |  |
|                                |                                     | María Teresa Falla y Bonet            |                                        |  |  |       |  |  |                         |  |  |                    |  |